# Color Sample
Color Sample er en dansk dokumentarfilm fra 2013 instrueret af Sune Blicher.

## Handling
På albummet BRO/KNAK udfordrer den danske guitarist Jakob Bro grænserne mellem klassisk musik, jazz og elektronika. Color Sample er en dokumentarisk, eksperimenterende musikvideo, der følger Jakob Bro på sin rejse ind i ukendt, musikalsk land.